# Spremberg
Spremberg (dolnołuż. Grodk; pol. hist. Gródek) – miasto we wschodnich Niemczech, w kraju związkowym Brandenburgia, w powiecie Spree-Neiße, w Łużyckim Zagłębiu Węglowym, nad Sprewą. Miasto liczy 23069 mieszkańców, a jego powierzchnia wynosi 201,29 km².

## Historia
Miasto zostało założone w 1301 r. Dzięki położeniu w czasach średniowiecza przy cukrowym szlaku handlowym w mieście rozwinęło się rzemiosło i handel. W XVII wieku w Sprembergu rozwijał się przemysł sukienniczy.
1 stycznia 2016 do miasta przyłączono tereny zlikwidowanej gminy Hornow-Wadelsdorf, przy czym Hornow i Wadelsdorf stały się jego dzielnicami.

## Zabytki
Do dziś zachował się kamień na którym widnieje napis Mittelpunkt des Deutschen Reiches (pol. „Środek Niemieckiej Rzeszy”). Określał on położenie Sprembergu w Niemczech, w granicach z 1817 r.
Głównym zabytkiem miasta jest zamek, w którym znajduje się m.in. Das Niederlausitzer Heidemuseum (pol. Dolnołużyckie Muzeum Pogaństwa). Inną wizytówką miasta jest wieża Bismarcka zbudowana w 1903 r.

## Demografia
| 1875 | 19 546 |
| 1890 | 20 239 |
| 1910 | 24 472 |
| 1925 | 27 178 |
| 1933 | 29 205 |
| 1939 | 30 989 |
| 1946 | 26 555 |
| 1950 | 27 879 |
| 1964 | 37 222 |
| 1971 | 32 635 |

| 1981 | 30 565 |
| 1985 | 30 739 |
| 1989 | 30 195 |
| 1990 | 29 665 |
| 1991 | 29 116 |
| 1992 | 28 843 |
| 1993 | 28 872 |
| 1994 | 29 165 |
| 1995 | 28 935 |
| 1996 | 28 974 |

| 1997 | 28 881 |
| 1998 | 28 588 |
| 1999 | 28 407 |
| 2000 | 28 160 |
| 2001 | 27 715 |
| 2002 | 27 376 |
| 2003 | 27 059 |
| 2004 | 26 888 |
| 2005 | 26 416 |
| 2006 | 25 952 |

| 2007 | 25 484 |
| 2008 | 25 050 |
| 2009 | 24 718 |
| 2010 | 24 373 |
| 2011 | 22 773 |
| 2012 | 22 618 |
| 2013 | 22 431 |

## Współpraca
- Grand Forks
- Szprotawa

## Galeria

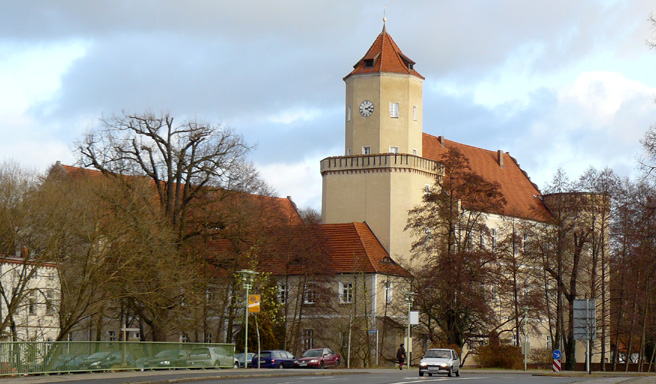
Zamek w Sprembergu
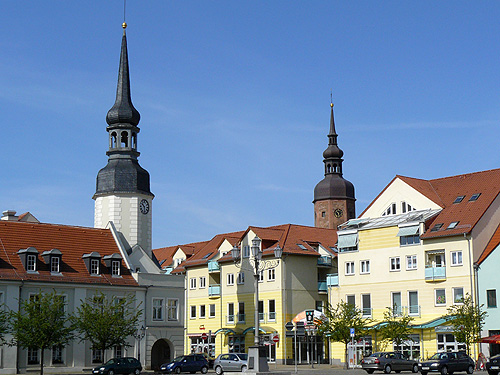
Rynek w Sprembergu
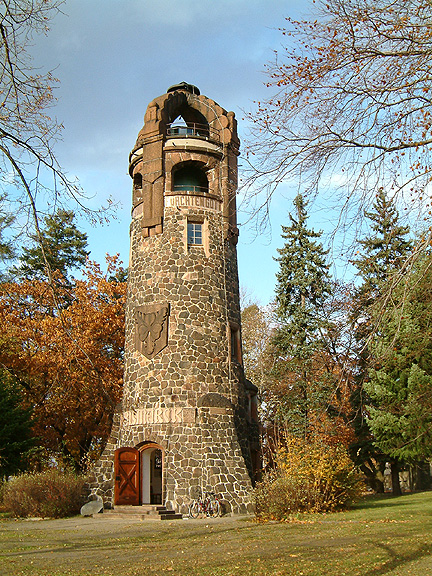
Wieża Bismarcka
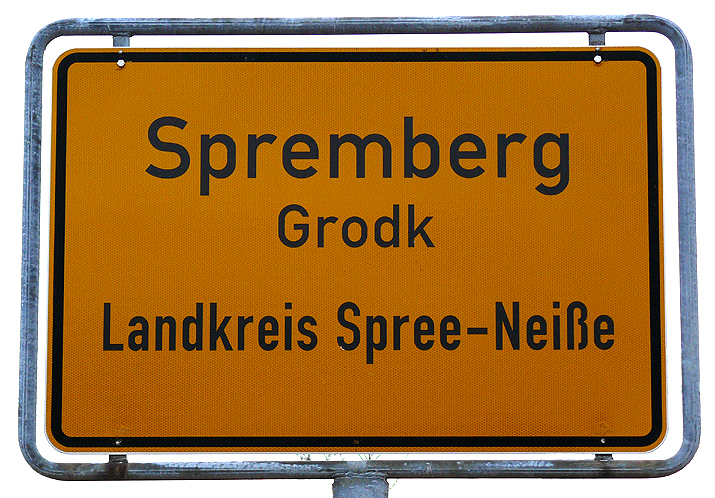
Tabliczka z nazwą miasta w jęz. niemieckim i dolnołużyckim